# 愛德華·卡布瑞拉
愛德華·布蘭尼·卡布瑞拉（英語：Edward Brany Cabrera，1997年10月7日—），為美國職棒大聯盟的投手，目前效力於邁阿密馬林魚。他在2021年登上大聯盟。

## 職業生涯
2015年，他以國際自由球員身分加盟馬林魚。2016年到2019年，他從新人聯盟慢慢升上2A。2020年，小聯盟賽事因COVID-19疫情肆虐而全面暫停。2021年8月21日，卡布瑞拉登上大聯盟。當時他主投6.1局失3分，最終無關勝敗。2022年6月1日，他終於拿下大聯盟首勝。
2024年，卡布瑞拉在球季前五場先發的防禦率高達7.17。後來他因為肩傷進入傷兵名單，一直到7月初才重返賽場。

## 外部連結
- 愛德華·卡布瑞拉在美國職棒官網（英语）
- 愛德華·卡布瑞拉在Baseball-Reference.com（大聯盟）（英语）
- 愛德華·卡布瑞拉在Baseball-Reference.com（小聯盟以及海外聯盟）（英语）
- 愛德華·卡布瑞拉在ESPN（MLB）（英语）
- 愛德華·卡布瑞拉在FanGraphs.com（英语）